# Walihan Sailike
Walihan Sailike (chiń. 瓦里汗·赛里克; ur. 3 marca 1992) – chiński zapaśnik walczący w stylu klasycznym. Brązowy medalista olimpijski z Tokio 2020 w kategorii 60 kg, a także mistrzostw świata w 2018. Siódmy na igrzyskach azjatyckich w 2018 roku.